# Самосадка (сіль)

Самосадка на солоному озері. Крим.

Самосадка — природна сіль, яка випадає у вигляді твердого осаду з ропи соляних лагун і озер при природному випаровуванні. Видобувається безпосереднім виломлюванням і вичерпуванням. Син. — самосад.
В Україні добувалася ще чумаками і козаками у чорноморських лиманах, зокрема в Куяльницькому лимані, що поблизу м. Одеси та ін. У літні місяці сіль-самосадка може накопичуватися в понад 50 соляних водоймах Криму загальною площею близько 2800 км2. 90% цього водного простору припадає на Сиваш, 10% — на євпаторійські, керченські, перекопські і тарханкутські озера.